# Moncestino
Moncestino (Monsëstin in Piedmontese) là một đô thị ở tỉnh Alessandria trong vùng Piedmont của Italia, có vị trí cách khoảng 40 km về phía đông của Torino và khoảng 45 km về phía tây bắc của Alessandria. Tại thời điểm ngày 31 tháng 12 năm 2004, đô thị này có dân số 238 người và diện tích là 6,4 km².
Moncestino giáp các đô thị: Crescentino, Fontanetto Po, Gabiano, Verrua Savoia, và Villamiroglio.